# The Wedding Party (film, 1969)
Pour les articles homonymes, voir The Wedding Party.
Pour plus de détails, voir Fiche technique et Distribution.
The Wedding Party est un film indépendant américain réalisé par Brian De Palma, Wilford Leach et Cynthia Munroe et sorti en 1969. Le film n'est pas sorti en France
Le projet a été instigué au Sarah Lawrence College, une Université d'arts libéraux américaine, par le professeur de théâtre Wilford Leach avec deux de ses étudiants, Brian De Palma et Cynthia Munroe. Le film a été tourné dès 1963 (il s'agit du véritable premier long réalisé Brian De Palma) mais ne sort qu'en 1969, en raison du succès grandissant de Robert De Niro notamment grâce au film Greetings de De Palma.

## Synopsis
Charlie se rend sur l'île familiale de sa fiancée afin d'y préparer leur mariage. Peu à peu, ses convictions s'effritent lorsqu'il prend conscience de l'ampleur et des répercussions de son engagement.

## Fiche technique
Sauf indication contraire, les informations mentionnées dans cette section peuvent être confirmées par la base de données cinématographiques IMDb,  présente dans la section « Liens externes ».
- Réalisation : Brian De Palma, Wilford Leach et Cynthia Munroe
- Scénario : Brian De Palma, Wilford Leach et Cynthia Monroe
- Musique : John Herbert McDowell
- Costumes : Ellen Rand, Nancy Reeder
- Photographie : Peter Powell
- Son : Henry Felt, Betsy Powell, Jim Swan
- Montage : Brian De Palma, Wilford Leach, Cynthia Munroe
- Musique : John Herbert McDowell
- Production : Brian De Palma, Wilford Leach et Cynthia Munroe
- Sociétés de production : Oudine Productions et Powell Production
- Sociétés de distribution : Ajay Films (États-Unis), Troma Entertainment (ressortie et DVD)
- Langue originale : anglais
- Format : noir et blanc
- Pays de production :  États-Unis
- Budget : 100 000 dollars[1]
- Durée : 92 minutes
- Genre : comédie
- Date de sortie :
  - États-Unis : 9 avril 1969

## Distribution
- Charles Pfluger : Charlie
- Jill Clayburgh : Josephine Fish
- Valda Setterfield : Mme Fish
- Raymond McNally : M. Fish
- Jennifer Salt : Phoebe
- John Braswell : Révérend Oldfield
- Judy Thomas : Celeste
- Sue Ann Convers : Nanny
- John Quinn : Baker
- Robert De Niro : Cecil
- William Finley : Alistair
- Jared Martin : un invité

## Production

### Projet et financement
Le film est à l'origine un projet de film à sketchs sur l'amour en Amérique imaginé par plusieurs étudiants du cours de Wilford Leach au Sarah Lawrence College, une université d'arts libéraux où étudie Brian De Palma. Le modèle du film est L'Amour à 20 ans et plusieurs étudiants, parmi lesquels Brian De Palma, Ulu Grosbard ou John Hancock écrivent des sketchs. Chaque étudiant doit trouver le financement pour son film. Brian De Palma réunit 10 000 dollars, une autre étudiante, Cynthia Munroe, qui, selon De Palma a « un vrai talent pour l'écriture » obtient 20 000 dollars de sa riche famille pour le segment qu'elle a écrit, mais les autres ne trouvent pas suffisamment d'argent et le projet s'arrête.
« Prêt à tout pour faire un film » et trouvant le scénario de Cynthia Munroe meilleur que le sien, Brian De Palma lui propose alors de le réaliser en le transformant en long métrage. Il sait que Cynthia peut en assurer le financement complet, ce qu'elle accepte.

### Scénario
Le scénario s'inspire du mariage du meilleur ami de Brian De Palma, Jared Martin, où De Palma et William Finley étaient garçons d'honneur. Les trois personnages principaux sont ainsi inspirés de ces trois personnes réelles.

### Choix des interprètes et de l'équipe
Charlie Pfluger, dans le rôle du marié, est un étudiant à l'Université Columbia où a aussi étudié Brian De Palma. Il est choisi par Wilford Leach, alors que Brian de Palma pense qu'il n'est pas l'acteur qu'il faut pour le rôle et ce choix sera la source d'une des dissensions entre ces deux réalisateurs. Jill Clayburgh, la mariée, est étudiante à Sarah Lawrence.
Il s'agit du premier film de Robert De Niro que William Finley et Brian De Palma découvrent lors d'un casting qu'ils organisent à Greenwich Village. Il impressionne Brian De Palma en improvisant avec Finley alors qu'il n'a pas encore 21 ans et ne peut même pas signer lui-même son contrat.
Peter Powell, le chef opérateur du film, vient du documentaire.

### Tournage et montage
Le tournage a lieu en plusieurs fois et s'étale sur plus d'un an à partir de décembre 1964, à Shelter Island, New York et Jim Thorpe. Wilford Leach se charge de la direction d'acteur, domaine où il est plus expérimenté que De Palma, celui-ci s'occupant de la prise de vues et du montage. Les deux hommes s'entendent mal sur ce tournage, ce qui explique selon de Palma le manque de réussite du film.
Le montage dure selon De Palma « un temps fou » et a lieu dans le studio où il habite.

## Analyse
Les influences du film sont multiples : d'une part le cinéma muet, mais aussi les films de Richard Lester, le Free Cinema britannique et la Nouvelle Vague française. Le film contient des accélérés, des ralentis, des jump cuts et des effets de montage rapides. le film ressemble à un exercice de style, comme s'il s'agissait surtout pour De Palma être une occasion d'expérimenter diverses techniques de filmage et de montage.

## Éditions en vidéo
The Wedding Party sort en France en anglais sous-titré en français en DVD le 24 mai 2016.